# Tank Battalion
Tank Battalion – gra akcji wyprodukowana i wydana przez japońską firmę Namco w 1980 roku. Gra została wydana na platformy automat do gry, komputery MSX, Famicom, Game Boy.

## Rozgrywka
Gracz porusza się żółtym czołgiem, na każdym poziomie musi wyeliminować 20 czołgów wroga. Wrogie czołgi starają się zniszczyć bazę (jest nią zabudowany cegłami orzeł) oraz czołg gracza.
W 1985 roku została wydana bardzo podobna gra Battle City.
W 1991 roku został wydany sequel gry o nazwie Tank Force.